# Карбън (окръг, Пенсилвания)
Вижте пояснителната страница за други значения на Карбън.
Окръг Карбън (на английски: Carbon County) е окръг в щата Пенсилвания, Съединени американски щати. Площта му е 1002 km², а населението - 63 853 души (2017). Административен център е град Джим Торп.